# جبق

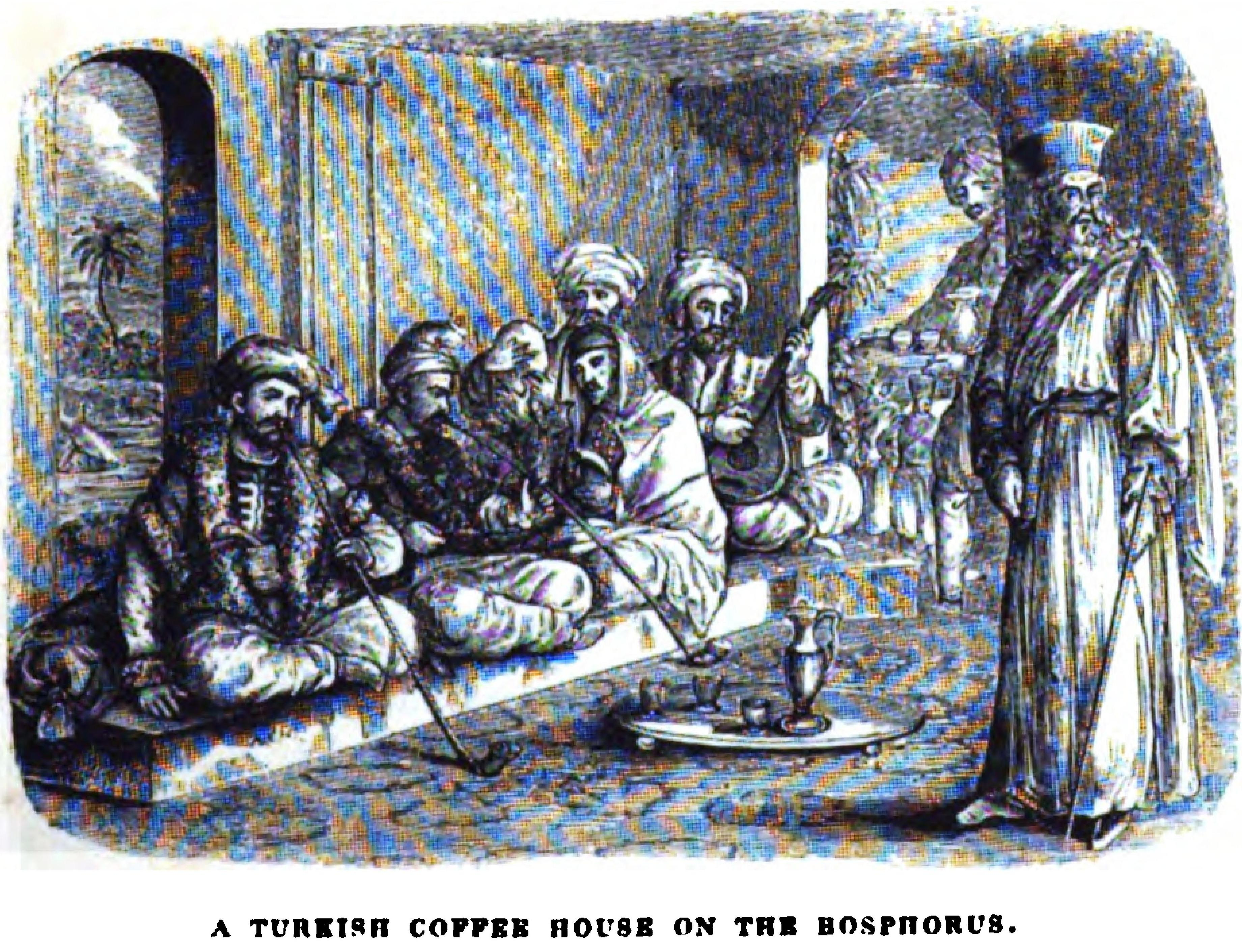
مدخنو الجبق في مقهى تركي على البوسفور

الجُبُق أو الشَُبُق (بالتركية الحديثة: çıbık أو çubuk، وتعني العصا) هو أداة لتدخين التبغ، ذات قصبة بالغة الطول، استُخدمت في تركيا والولايات التابعة لها في العصر العثماني.
كان طول قصبة الجبق قد يبلغ ثلاثة أذرع، وكان البعض يتخذونها من عود الياسمين، وقد غالى فيها الأغنياء فجعلوا في فم القصبة حلمة من الكهرمان بحجم بيضة الحمام مرصعة بالأحجار الكريمة. وكان صانع الجبق يسمى بالجبوقجي.
كان ممن عُرف عنهم تدخين الجبق أنور باشا، والمعلم جرجس الجوهري، والشيخ عبد اللطيف فتح الله (مفتي بيروت في القرن التاسع عشر)، الذي قال فيه حين وردته كمية منه هدية من عكا سنة 1813: